# Poconchile
Poconchile est une ville chilienne de la province d'Arica dans la région d'Arica et Parinacota.